# Tence Mena
Pour les articles homonymes, voir Mena.
 (mai 2024).
 (mai 2024).
La mise en forme du texte ne suit pas les recommandations de Wikipédia : il faut le « wikifier ».
Les points d'amélioration suivants sont les cas les plus fréquents. Le détail des points à revoir est peut-être précisé sur la page de discussion.
- Les titres sont pré-formatés par le logiciel. Ils ne sont ni en capitales, ni en gras.
- Le texte ne doit pas être écrit en capitales (les noms de famille non plus), ni en gras, ni en italique, ni en « petit »…
- Le gras n'est utilisé que pour surligner le titre de l'article dans l'introduction, une seule fois.
- L'italique est rarement utilisé : mots en langue étrangère, titres d'œuvres, noms de bateaux, etc.
- Les citations ne sont pas en italique mais en corps de texte normal. Elles sont entourées par des guillemets français : « et ».
- Les listes à puces sont à éviter, des paragraphes rédigés étant largement préférés. Les tableaux sont à réserver à la présentation de données structurées (résultats, etc.).
- Les appels de note de bas de page (petits chiffres en exposant, introduits par l'outil «  Source ») sont à placer entre la fin de phrase et le point final[comme ça].
- Les liens internes (vers d'autres articles de Wikipédia) sont à choisir avec parcimonie. Créez des liens vers des articles approfondissant le sujet. Les termes génériques sans rapport avec le sujet sont à éviter, ainsi que les répétitions de liens vers un même terme.
- Les liens externes sont à placer uniquement dans une section « Liens externes », à la fin de l'article. Ces liens sont à choisir avec parcimonie suivant les règles définies. Si un lien sert de source à l'article, son insertion dans le texte est à faire par les notes de bas de page.
- La présentation des références doit suivre les conventions bibliographiques. Il est recommandé d'utiliser les modèles {{Ouvrage}}, {{Chapitre}}, {{Article}}, {{Lien web}} et/ou {{Bibliographie}}. Le mode d'édition visuel peut mettre en forme automatiquement les références.
- Insérer une infobox (cadre d'informations à droite) n'est pas obligatoire pour parachever la mise en page.

Pour une aide détaillée, merci de consulter Aide:Wikification.
Si vous pensez que ces points ont été résolus, vous pouvez retirer ce bandeau et améliorer la mise en forme d'un autre article.
Maroanjara Hortencia, également connue sous son nom d'artiste Tence Mena, est une artiste originaire d'Antsiranana (Diégo, le prénom), située dans le nord de Madagascar. Elle a commencé sa carrière musicale à l'âge de 14 ans en tant que danseuse, collaborant avec des groupes tels que Tirike, Ejema, et Wawa, ainsi qu'en tant que choriste avec le groupe Fandrama. Elle a grandi dans un environnement familial précaire qui a façonné son caractère combatif et courageux. À la recherche d'opportunités pour une vie meilleure, elle a pris la décision de s'expatrier en métropole pour poursuivre ses ambitions artistiques.
Elle est féministe.

## Parcours musical
Dès l'âge de 12 ans, elle nourrit le rêve de devenir une star et participe à des concours de danse au gymnase de Diego Suarez. À l'âge de 14 ans, elle rejoint un groupe et entame une longue carrière en tant que choriste et danseuse. C'est au début de l'année 2010 qu'elle décide de se lancer en solo et sort son premier single en avril, intitulé "Bal mipôpôka", qui rencontre immédiatement un immense succès. Elle enchaîne ensuite avec plusieurs autres tubes avant de sortir un nouvel projet. Tence Mena est reconnue pour incarner un métissage des musiques et des danses du nord et de l'ouest de Madagascar, combinant des éléments de danses modernes, traditionnelles et populaires sur des rythmes endiablés typiques des musiques "mafana" (chaleureuses) de ces régions. Elle a saisi l'opportunité de se produire à Diego Suarez, une ville qui lui est chère et où elle a fait ses débuts, pour présenter quelques-uns des nouveaux titres de son prochain album.
Dans un article de mediacongo.net de 2014, elle est considérée comme star de la musique tropicale et qualifiée de Rihanna de Madagascar.
En 2012, Alice Billouet lui consacre un documentaire de 29 minutes, retraçant son parcours.

## Style musical
Tence Mena est reconnue pour sa polyvalence artistique, confirmée par sa capacité à exceller dans différents styles musicaux tels que le salegy, l'afrobeat et le dancehall.

## Top titres
- Jalouxine[7]
- Sitrany Solo[8]
- Tompontanana[8]
- Magnaraha zah
- C'est comme ça[9]